# Colliguaja odorifera

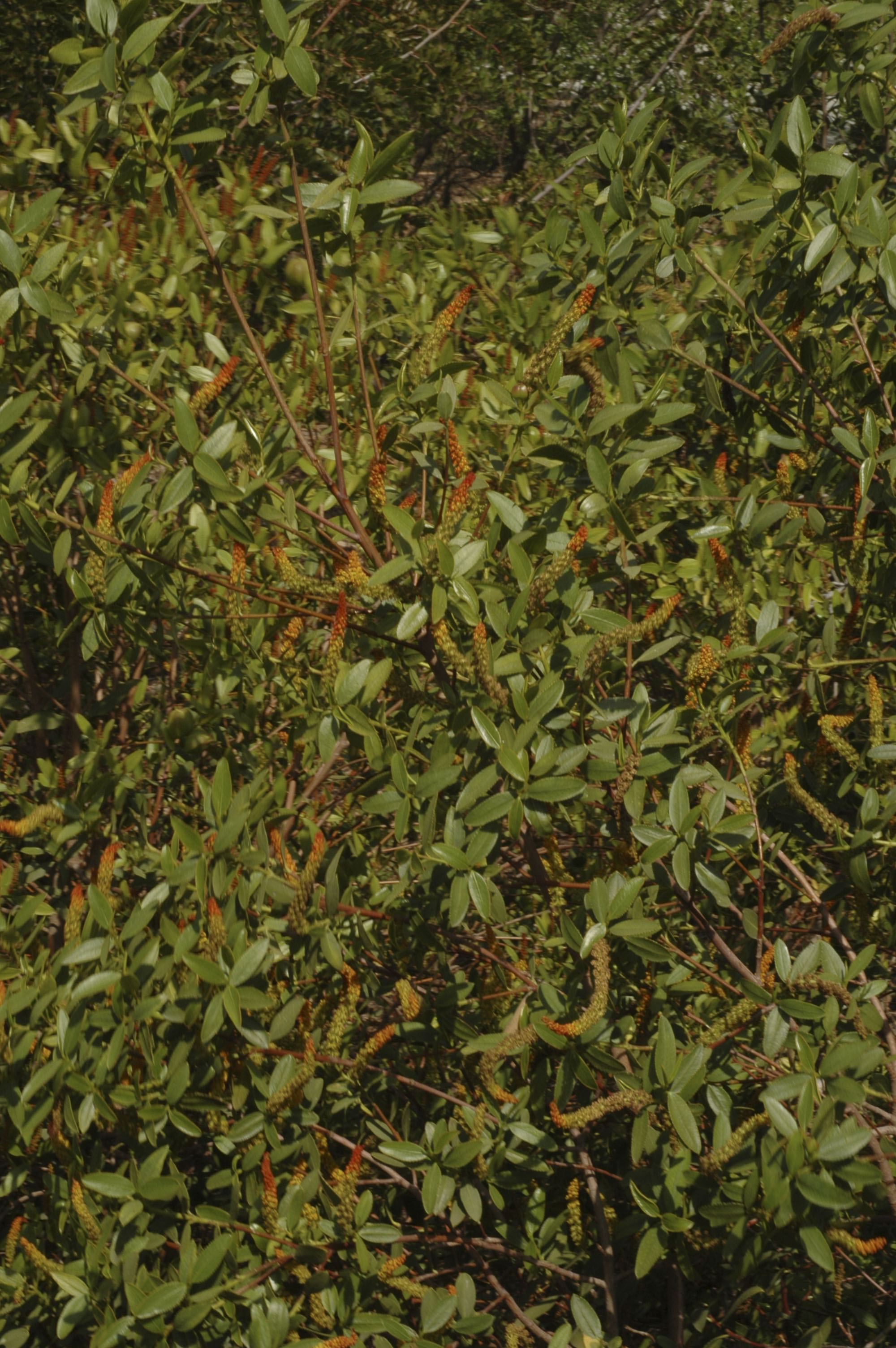
Colliguaja odorifera al Jardí Botànic de Barcelona.

Colliguaja odorifera és una espècie endèmica del centre de Xile del gènere de plantes Colliguaja de la família Euphorbiaceae.

## Descripció
És un arbust perenne de fins a 2 m. La seva escorça és de color cafè-marró i es desprèn fàcilment, alliberant làtex de color blanc si es tala. Les seves fulles són peciolades, de color verd clar, d'oblongues a el·líptiques, oposades, d'àpex arrodonit, mucronat o agut. Les vores són serrades i glanduloses. Les mesures de la làmina són de 15 a 45 mm de longitud, amb un ample de 8 a 20 mm.
Posseeix inflorescències terminals unisexuals en tons de color groc a vermellós. Les flors femenines mostren un estigma trífid, essent més grosses les masculines. Aquestes últimes contenen de 8 a 12 estams, i se situen a dalt de tot de l'espiga. El seu fruit és una càpsula tricoca amb un diàmetre de 20 mm. A l'acabar de madurar, s'obre violentament, llençant les llavors que contenia al seu interior a uns quants metres de distància, evitant d'aquesta manera la competència amb la planta mare.
La seva corona radical posseeix una inflamació com a protecció de la tija contra la destrucció del foc, anomenada lignotúber. La corona conté gemmes de les quals noves tiges poden brollar, i una suficient provisió de nutrients per a recolzar un període de creixement en absència de fotosíntesi.

## Usos
És un arbust ornamental. A medicina popular s'usa contra el dolor de queixals. L'escorça s'utilitza com a sucedani del sabó.

## Hàbitat
Aquesta espècie arbustiva es troba a terrenys pedregosos i àrids, exposats al Sol, al bosc esclerofil·le i bosquets de palma xilena (Jubaea chilensis) fins als 1200 msnm. 

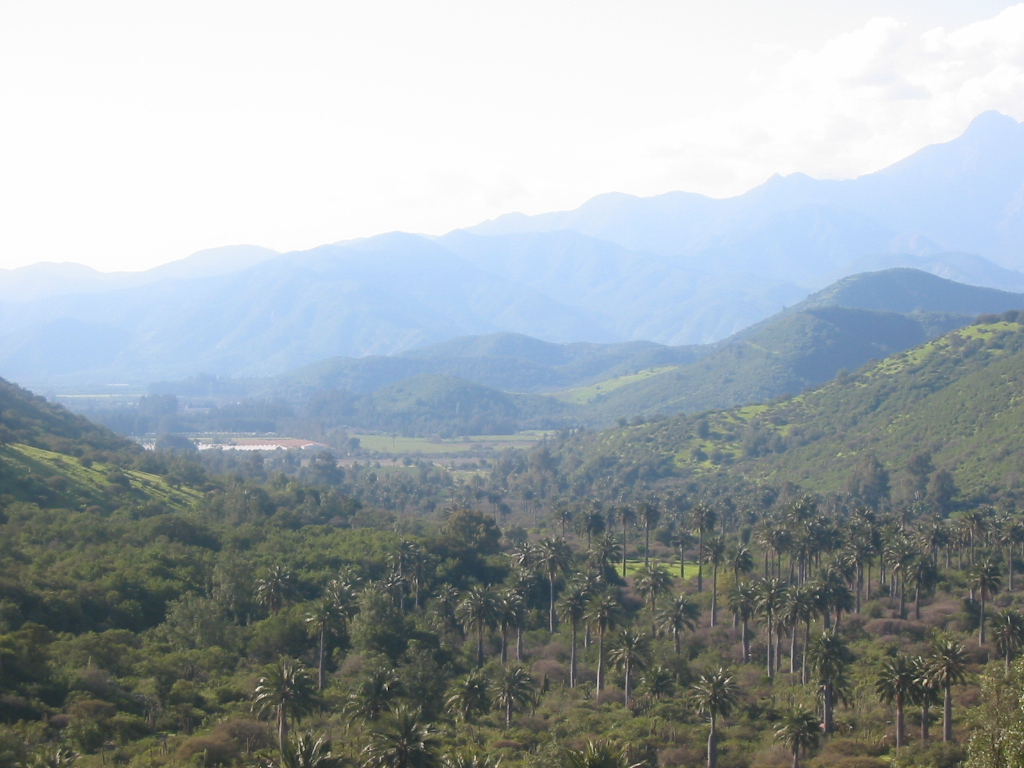
El seu hàbitat al Parc Nacional La Campana.

## Distribució
És una espècie endèmica de Xile, creixent des d'Antofagasta fins a la Província de Linares. Compta amb registres a les següents regions: Regió d'Antofagasta, Regió d'Atacama, Regió de Coquimbo, Regió de Valparaíso, Regió Metropolitana de Santiago, Regió del Libertador General Bernardo O'Higgins, fins a la Regió del Maule.

## Taxonomia
Colliguaja odorifera va ser descrita per Juan Ignacio Molina i publicada a Saggio sulla Storia Naturale cel Chili. 158, 354. 1782.

### Etimologia
El nom del gènere, Colliguaja, és el nom de la planta en l'idioma Mapudungun. El nom de l'espècie, odorifera, es deu a la fragància que expel·leix la seva fusta.

#### Sinonímia
- Croton colliguaja Spreng.
- Colliguaja obtusa Regel
- Colliguaja triquetra Gillies & Hook.[3]